# Dayakbergniltava
De dayakbergniltava (Cyornis montanus) is een zangvogel uit de familie Muscicapidae (vliegenvangers).  De soort werd in 1928 als C. whitei montana als  ondersoort van de bergniltava uit Myanmar beschreven. Later werd de ondersoortstatus gehandhaafd, maar werd het een ondersoort van de roodstaartjunglevliegenvanger (C. ruficauda). Sinds 2022 staat de vogel als soort op de IOC World Bird List.

## Kenmerken
De vogel is 14 tot 15,5 cm lang. De vogel lijkt sterk op de bergniltava (C. whitei) en de langsnavelniltava (C. magnirostris). Eerder werden deze soorten dan ook als ondersoorten beschouwd. Het mannetje is staalblauw van boven, rond het oog donkerblauw bijna zwart. De borst is oranje, de onderbuik is wit. Het vrouwtje is grijs en bruin van boven, de vleugelveren zijn grijsbruin, de kop is grijs en de borst is licht oranje en de buik is vuilwit.

## Verspreiding en leefgebied
De soort is endemisch op de het eiland Borneo in de bergketens van Kalimantan (Indonesië) en Oost-Maleisië. De leefgebieden liggen in natuurlijk tropisch en subtropisch bos op hoogten tussen de 400 en 1400 meter boven zeeniveau. Het is geen bedreigde vogelsoort.